# Molly Burnett
Molly Kathleen Burnett (* 23. April 1988 in Colorado) ist eine US-amerikanische Schauspielerin.

## Leben
Burnett wuchs in Littleton, Colorado auf.

Seit 2008 hatte sie mehrere Rollen in Serien wie CSI: NY, Zeit der Sehnsucht und True Blood. Von 2022 bis 2023 war sie als Detective Grace Muncy in Staffel 24 der Serie Law & Order: Special Victims Unit zu sehen.

## Filmografie (Auswahl)
- 2007: Life (Fernsehserie, 1 Episode)
- 2008–2016: Zeit der Sehnsucht (Fernsehserie)
- 2009: True Blood (Fernsehserie)
- 2010: Meine Schwester Charlie (Fernsehserie, 1 Episode)
- 2011–2012: Venice: The Series (Fernsehserie, 12 Episoden)
- 2012: CSI: NY (Fernsehserie, 1 Episode)
- 2013: Major Crimes (Fernsehserie, 1 Episode)
- 2013, 2015: Jessie (Fernsehserie, 2 Episoden)
- 2015: Hiker
- 2015–2016: CSI: Cyber (Fernsehserie, 4 Episoden)
- 2016: Ctrl Alt Delete
- 2016: The Wedding Party
- 2016–2018: General Hospital (Fernsehserie, 11 Episoden)
- 2017: Mommy, I Didn't Do It (Fernsehfilm)
- 2017: Shattered
- 2017–2021: Queen of the South (Fernsehserie, 21 Episoden)
- 2018: The Lover in the Attic: A True Story
- 2018: Guy
- 2022: FBI: Most Wanted (Fernsehserie, 1 Episode)
- 2022: Chicago P.D. (Fernsehserie, 1 Episode)
- 2022–2023: Law & Order: Special Victims Unit (Fernsehserie, 21 Episoden)
- 2023: Law & Order: Organized Crime (Fernsehserie, Episode 3x22)
- 2024: The Lincoln Lawyer (2 Episoden)